# Тарчизио Бурњич
Тарчизио Бурњич (итал. Tarcisio Burgnich; Руда, 25. април 1939 — Форте деи Марми, 26. мај 2021) био је италијански фудбалер. 

## Биографија
Провео је неколико година у Удинезеу, Јувентусу и Палерму, да би 1962. године прешао је у Интер из Милана, где је играо чак 12 сезона. За „нероазуре“ Бурњич је одиграо 467 утакмица, постигао 6 голова. Његова агресивна, моћна игра савршено се уклопила у систем такозваног „катанаћа” који је увео главни тренер Хеленио Херера.
Заједно са екипом Интера, освајао је четири пута Скудето, два пута Куп европских шампиона и два пута Интерконтинентални куп.
Са репрезентацијом Италије, освојио је Европско првенство 1968. године, а такође је учествовао на три узастопна светска првенства (1966, 1970, 1974). Укупно је играо 66 пута за државни тим и постигао 2 гола.
После играчке каријере радио је као тренер у Болоњи, Ливорну, Фођи, Кремонезеу, Ђенови и Вићенци.
Био је познат по надимку „стена”. Преминуо је 2021. године у Форте деи Марми.

## Успеси

### Клуб
Интер
- Серија А: 1962/63, 1964/65, 1965/66, 1970/71.
- Куп европских шампиона: 1963/64, 1964/65.
- Интерконтинентални куп: 1964, 1965.

Наполи
- Англо-италијански Лига куп: 1976.
- Куп Италије: 1975/76.

Јувентус
- Серија А: 1960/61.

### Репрезентација
Италија
- Европско првенство: 1968.
- Светско првенство: финале 1970.